# Electric Avenue (gata)

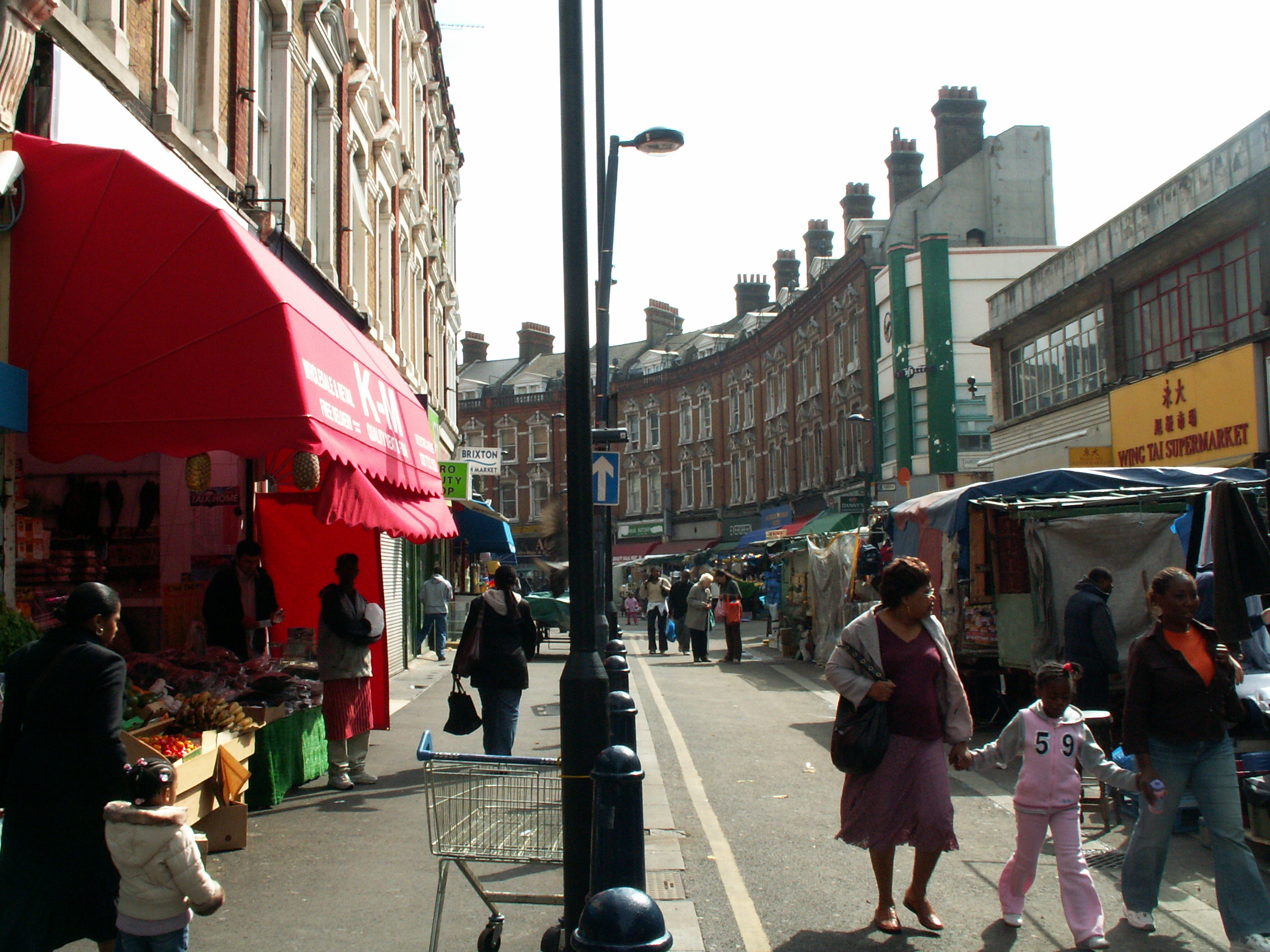
Brixton Market på Electric Avenue, 2007.

Electric Avenue är en gata i Brixton, London som anlades 1888. Det var den första marknadsgatan som var upplyst av elektriska lampor. Idag rymmer Electric Avenue brittiska detaljhandelskedjor (Boots, Greggs och Iceland), samt olika lokala återförsäljare av mat och husgeråd. Gatan hyser också en del av Brixton Market, som specialiserar sig på att sälja afrikanska, karibiska, sydamerikanska och sydasiatiska produkter. Gatan ligger i närheten av Brixtons tunnelbanestation (1972). Gatan hade ursprungligen viktorianska baldakiner i gjutjärn över trottoaren. Dessa skadades under andra världskriget och togs bort på 1980-talet.

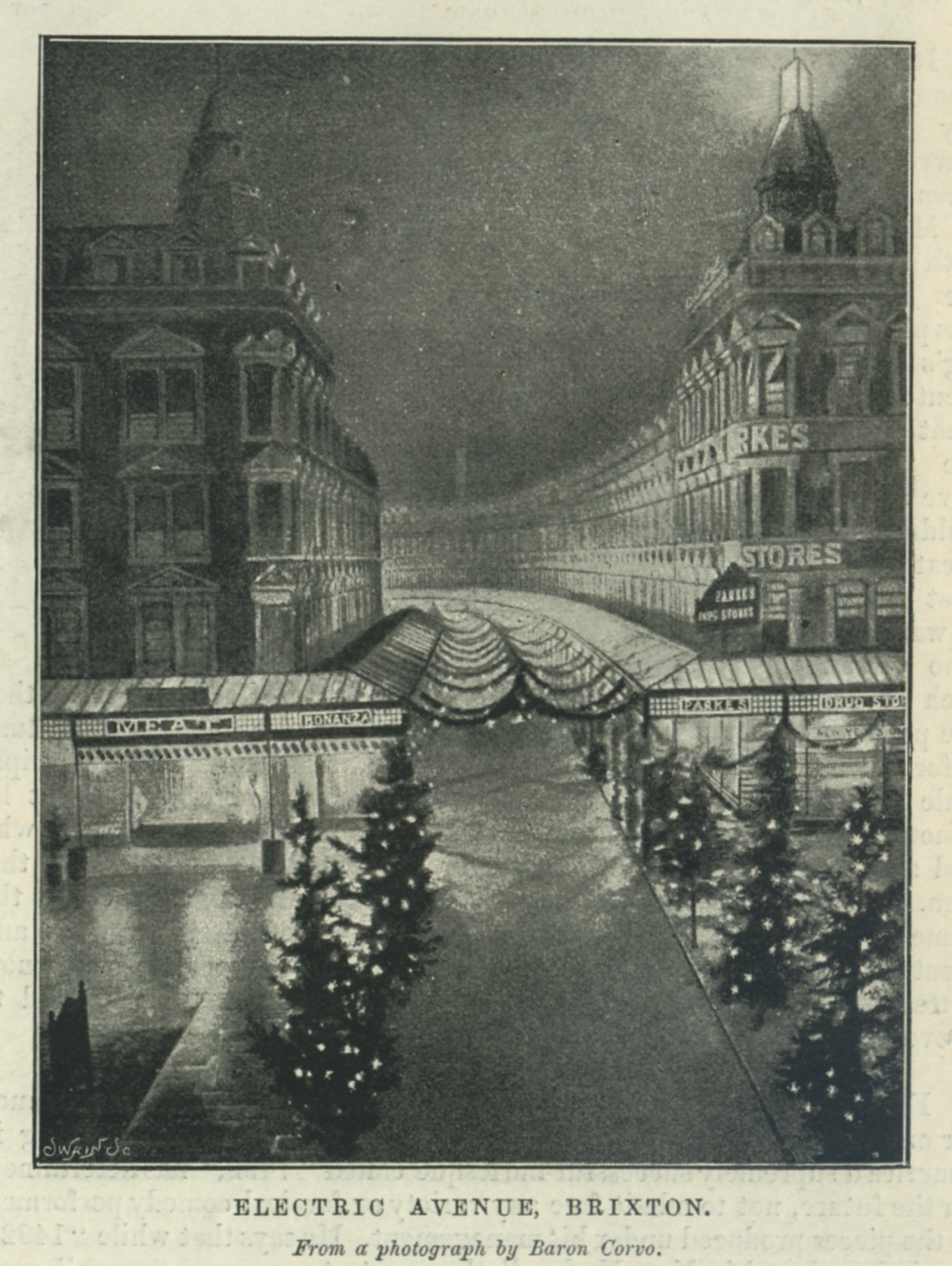
Electric Avenue, efter Baron Corvo, 1895

## Historia
Gatan åsyftas i Eddy Grants singel "Electric Avenue" från 1983, som nådde #2 på både den brittiska och amerikanska singellistan.  Själva låten inspirerades av Brixton-upploppet 1981.
Den 17 april 1999 placerade den nynazistiska attentatsmannen David Copeland en spikbomb utanför en stormarknad på Brixton Road med avsikten att utlösa ett raskrig genom Storbritannien.  En marknadshandlare blev misstänksam och flyttade spränganordningen till ett mindre välbesökt område på Electric Avenue, där 39 personer skadades i explosionen.
2016 blev Eddy Grant inbjuden att tända en ny upplyst gatuskylt som installerades som en del av en renovering på 1 miljon pund. Efteråt fick Grant ett av de tidigare skyltarna som en minnessak.